# 이미지 센서 포맷

센서 크기 비교

이미지 센서 포맷(Image sensor format)은 디지털 사진에서 이미지 센서의 모양과 크기이다.
디지털 카메라의 이미지 센서 포맷은 특정 센서와 함께 사용할 때 특정 렌즈의 화각을 결정한다. 많은 디지털 카메라의 이미지 센서는 풀프레임 35mm 카메라의 24mm × 36mm 이미지 영역보다 작기 때문에 특정 초점 거리의 렌즈는 이러한 카메라에서 더 좁은 시야를 제공한다.
센서 크기는 인치 단위의 광학 포맷으로 표시되는 경우가 많다.
35mm 필름 카메라용으로 제작된 렌즈는 디지털 본체에 잘 장착될 수 있지만 35mm 시스템 렌즈의 더 큰 이미지 서클은 카메라 본체에 원치 않는 빛을 허용하며 35mm 필름 포맷에 비해 이미지 센서의 크기가 작기 때문에 이미지 크로핑(cropping)이 발생한다. 후자의 효과를 시야 크롭(field-of-view crop)이라고 한다. 포맷 크기 비율(35mm 필름 포맷 기준)은 시야 크롭 계수, 크롭 계수, 렌즈 계수, 초점 길이 변환 계수, 초점 길이 승수 또는 렌즈 승수로 알려져 있다.

## 같이 보기
- 풀프레임 DSLR
- 디지털 카메라
- 필름 규격
- 화각 (사진술)
- 크롭 팩터
- 시야